# تولا مانکیه‌ویچوونا
تولا مانکیه‌ویچوونا (لهستانی: Tola Mankiewiczówna؛ ‏ ۸ مهٔ ۱۹۰۰ – ۲۷ اکتبر ۱۹۸۵) خواننده، بازیگر اهل لهستان بود.
از فیلم‌ها یا مجموعه‌های تلویزیونی که وی در آن‌ها نقش داشته است، می‌توان به شوهرم امشب چه می‌کند؟ اشاره نمود.